# Azle
Azle é uma cidade localizada no estado norte-americano do Texas, no Condado de Parker e Condado de Tarrant.

## Demografia
Segundo o censo norte-americano de 2000, a sua população era de 9600 habitantes.
Em 2006, foi estimada uma população de 10.796, um aumento de 1196 (12.5%).

## Geografia
De acordo com o United States Census Bureau tem uma área de 21,3 km², dos quais 21,2 km² cobertos por terra e 0,1 km² cobertos por água. Azle localiza-se a aproximadamente 218 m acima do nível do mar.

## Localidades na vizinhança
O diagrama seguinte representa as localidades num raio de 12 km ao redor de Azle.